# Herman Li
Herman Li (* 3. srpna 1978 Hongkong) je power metalový hudebník, skladatel a kytarista, který působí v hudební skupině DragonForce. Používá kytaru značky Ibanez.

## Kytary
- Ibanez E-Gen – EGEN18 Herman Li Signature Model
- Ibanez Acoustics
- DiMarzio Pickups (HLM – Neck, Middle, Bridge)
- D'Addario Strings
- Ibanez Jem 7BSB
- Ibanez 540-S7

## Diskografie
S Demoniac
- 1999: The Fire and the Wind

S DragonForce
Alba
- 2000: Valley of the Damned (Demo)
- 2003: Valley of the Damned
- 2004: Sonic Firestorm
- 2006: Inhuman Rampage
- 2008: Ultra Beatdown
- 2011: The Power Within
- 2014: Maximum Overload
- 2017: Reaching into Infinity